# Karoline Schulz
Karoline Schulz (* 1973 in Dresden) ist eine deutsche Flötistin und Komponistin.

## Leben
Karoline Schulz gewann 1991 einen 1. Preis beim ersten gesamtdeutschen Wettbewerb Jugend musiziert und war Mitglied im Bundesjugendorchester.
Ab 1992 studierte sie Flöte, Komposition und Improvisation an der Hochschule für Musik Carl Maria von Weber Dresden und der Hochschule für Musik und Theater „Felix Mendelssohn Bartholdy“ Leipzig. Ihre Lehrer waren unter anderem die Komponisten Jörg Herchet, Friedrich Schenker und Lothar Voigtländer sowie die Flötisten Irmela Boßler und Eckart Haupt. Ihre Diplomarbeit schrieb sie über die rumänische Komponistin Doina Rotaru und die Einflüsse der Volksmusik auf die zeitgenössische Musik Rumäniens.
Von 2004 bis 2005 war sie Stipendiatin der Internationalen Ensemble Modern Akademie (IEMA) und des Europäischen Zentrums der Künste Hellerau. 2006 nahm sie am 4. Internationalen Kompositionsforum des Aleph Gitarrenquartetts teil, das Aufführungen ihrer Werke in Amsterdam (International Gaudeamus Music Week), Salzburg und Paris einschloss.
Sie spielte beim Festival für experimentelle Musik in München, im Deutschen Pavillon zur Expo 2000 und dem „new music marathon“ in Prag.
Neben der Neuen Musik widmet sie sich als Musikerin auch der Neuen Improvisationsmusik. Sie spielte in Ensembles unter anderem mit Chris Weinheimer, Jens Brülls und dem Sächsischen Improvisations Ensemble.
Sie ist Mitglied der Neuen Dresdner Kammermusik und der Sinfonietta Dresden.
Seit 2007 leitet sie die Komponistenklasse Halle.
Karoline Schulz lebt als freischaffende Komponistin und Musikerin in Dresden.

## Werke (Auswahl)
- „Augenklang“ für vier Musiker, Live-Malerei und Videobearbeitung, UA: 17. Dresdner Tage der zeitgenössischen Musik, Festspielhaus Hellerau, 2003
- „Verkleidungen“ für Flöte und Live-Elektronik, ZKM Karlsruhe, 2004
- „Begegnungen“ – drei szenische Kompositionen für Sopran, Bariton und Kammerensemble mit Texten von Kristin Schulz; „Auf die Schnelle“, „Monolog an der Oberfläche der Haut“ und „Aus keinem anderen Grund als diesem“, 19. Dresdner Tage der zeitgenössischen Musik, Festspielhaus Hellerau, 2005
- „blau“ für Streichoktett und Klavier (2005)
- „Streifzüge“ für vl, vla, acc, dr und Zuspielklänge, 20. Dresdner Tage der zeitgenössischen Musik, Festspielhaus Hellerau, 2006
- Interaktive Klanginstallation für die Ausstellung WALDEN #3 – oder Das Kind als Medium, Kunsthaus Dresden, (mit Ynez Neumann), 2007
- „Im Überschwang des Raumes“, UA: Sinfonietta Dresden, 2007
- „Schlag auf Schlag“ für Bassflöte und Schlagzeug, UA: Hochschule für Musik Dresden, 2008
- „In einer dunklen Nacht“, UA: Martin-Luther-Kirche, Dresden, 2011
- „Ein Bilderbuch für Klaviertrio“, UA: elole-Klaviertrio, Hochschule für Musik Dresden, 2015
- „Atemböen – Sonst heiter bis wolkig“, UA: Irmela Boßler und Bernhard Kastner, TonLagen, 2016
- „Wind“, UA: Sinfonietta Dresden, Meetingpoint Music Messiaen, Annenkapelle, Görlitz, 2019
- „Danach“ für Bassflöte und Percussion, UA: anlässlich der Ausstellung zum 80. Geburtstag A. R. Pencks im Albertinum, Dresden, 2019
- „die Katze frass ein Lied oder ein Anflug von Ahnung wie Himmel schmeckt“ für Stimme und Flöte nach Texten von Carla Schwiegk, UA: Dresden, 2024
- „Saaijoumeeah“ für Klarinette, Bassetthorn und Bassklarinette, UA: Ensemble TrioBlattArt, Dresden, 2024